# 1998 WY5
1998 WY5 är en asteroid i huvudbältet som upptäcktes 20 november 1998 av den japanska astronomen Takao Kobayashi vid Ōizumi-observatoriet.
Asteroiden har en diameter på ungefär 8 kilometer.